# Lenguas tirsénicas
La familia tirsénica o tirrénica, derivada del nombre Tyrrhenoi es una hipotética familia de lenguas propuesta por el lingüista Helmut Rix (1998), que argumentó que el etrusco, el rético y el lemnio son lenguas emparentadas con un cierto número de cognados identificables. Rix supone que el proto-tirsénico pudo haber existido alrededor del año 1000 a. C.

## Relación con otras lenguas
También se ha propuesto que la familia tirsénica podría formar parte de una macrofamilia de lenguas más grande llamada macrofamilia egea que incluiría también el idioma minoico y el eteochipriota. Si se prueba que estas otras lenguas están relacionadas con el etrusco y el rético, podrían constituir una evidencia de una expansión de pueblos pelásgicos desde las islas del mar Egeo y Creta a través de Grecia y la península italiana hasta los Alpes. Esta propuesta no tiene todavía amplia aceptación, y de hecho existen intentos de relacionar el etecretense y el eteochipriota con las lenguas nostráticas.
Previamente se había propuesto que las lenguas tirrénicas estaban relacionadas con las lenguas anatolias pertenecientes a la familia indoeuropea (Steinbauer 1999; Palmer 1965) pero dicha propuesta no tuvo aceptación general (a pesar de que Palmer probó que algunas inscripciones en Lineal A podían interpretarse desde el luvita).
Varios lingüistas principalmente soviéticos o postsoviéticos, incluido Sergei Starostin, sugirieron un vínculo entre las lenguas tirsénicas y las lenguas caucásicas nororientales en una familia de lenguas alarodianas, basándose en supuestas correspondencias sonoras entre las lenguas tirsénicas, las lenguas hurrito-urartianas y las lenguas caucásicas nororientales, numerales, estructuras gramaticales y fonología. La mayoría de los lingüistas, sin embargo, dudan de que estas familias lingüísticas estén relacionadas o creen que la evidencia está lejos de ser concluyente.

## Características comunes
Rix asume que el proto-tirsénico pudo hablarse hacia el 1000 a. C. Algunos de los cognados putativos entre el etrusco y el rético son:
Etr. zal, Rét. zal, 'dos'
Etr. -(a)cvil, Rét. akvil, 'don, regalo, dádiva'
Etr. zinace, Rét. t'inaχe, '[él] hizo'
un sufijo de genitivo -s presente en etrusco, lemnio y rético
otro sufijo de genitivo: -a in rético, -(i)a en etrusco
un participio pasado -ce en etrusco y -ku en rético
Otro conjunto de cognados entre el lemnio y el etrusco son:
- Sufijo de caso dativo *-si y *-ale testimoniados en la Estela de Lemnos (Hulaie-ši 'para Hulaie', Φukiasi-ale 'para los foceos') y en las inscripciones etruscas (e.g. aule-si 'a Aule' en Cippus Perusianus).
- un sufijo de pasado *-a-i (etrusco <-e> como en ame 'era' (< *amai); Lemnio <-ai> como en šivai 'vivían').

Estrabón en su Geografía (V,2) citando a Antíclides atribuye a los pelasgos de Lemnos e Imbros una fundación compartida en Etruria.

## Legado
Aun cuando las lenguas tirsénicas hayan desaparecido en épocas muy pretéritas, quedó alguna parte de sus términos en el lenguaje actual, principalmente del etrusco. El ejemplo más citado sería el de la palabra persona, que habría llegado al latín a través del etrusco phersu. Otros términos, como arena, mercado, vernacular o fenestra al no tener antecedentes indoeuropeos conocidos, se consideran herederos de esta rama.